# Сан-Педру-ди-Пенаферрин
Сан-Пе́дру-ди-Пенаферри́н (порт. São Pedro de Penaferrim)  —  район (фрегезия) в Португалии,  входит в округ Лиссабон. Является составной частью муниципалитета  Синтра. Находится в составе крупной городской агломерации Большой Лиссабон. По старому административному делению входил в провинцию Эштремадура. Входит в экономико-статистический  субрегион Большой Лиссабон, который входит в Лиссабонский регион. Население составляет 14 001 человек на 2011 год. Занимает площадь 26,46 км².
Покровителем района считается Апостол Пётр (порт. São Pedro).